# Осетер
Осете́р (Acipenser) — рід риб родини осетрових. Описано 17 видів.
Це один з найстаріших теперішніх родів риб, рідний до рік та морів Європи, Азії і Північної Америки. Дорослі осетри часто мають 1—5 м завдовжки. Лише кілька видів постійно мешкають у прісній воді, і всі види обмежені виключно помірним поясом Північної півкулі.
Осетри зазвичай ведуть донний спосіб життя. За допомогою своєї гострої морди вони розкопують м'який донний мул, а за допомогою чутливих вусиків виявляють молюсків, раків та маленьких риб, якими вони живляться. Не маючи зубів, осетри не в змозі схопити більшу здобич.
Осетри — цінні харчові риби. Цікаво, що в старі часи осетрина була популярною стравою козацької кухні.
Ряд видів осетрів занесені до Червоного списку МСОП та ряду інших природоохоронних документів.

## Види
- Acipenser baerii — Осетер сибірський
- Acipenser brevirostrum — Осетер тупорилий
- Acipenser dabryanus — Осетер Янцзи
- Acipenser fulvescens — Осетер озерний
- Acipenser gueldenstaedtii — Осетер руський
- Acipenser medirostris — Осетер зелений
- Acipenser mikadoi — Осетер сахалінський
- Acipenser naccarii — Осетер адріатичний
- Acipenser nudiventris — Шип
- Acipenser oxyrinchus — Осетер атлантичний
- Acipenser persicus — Осетер перський
- Acipenser ruthenus — Стерлядь
- Acipenser schrenckii — Осетер японський
- Acipenser sinensis — Осетер китайський
- Acipenser stellatus — Севрюга
- Acipenser sturio — Осетер атлантичний, або європейський
- Acipenser transmontanus — Осетер білий

### Вимерлі види
- †Acipenser albertensis
- †Acipenser eruciferus
- †Acipenser molassicus
- †Acipenser ornatus
- †Acipenser toliapicus
- †Acipenser tuberculosus